# Wilhelm Herzog

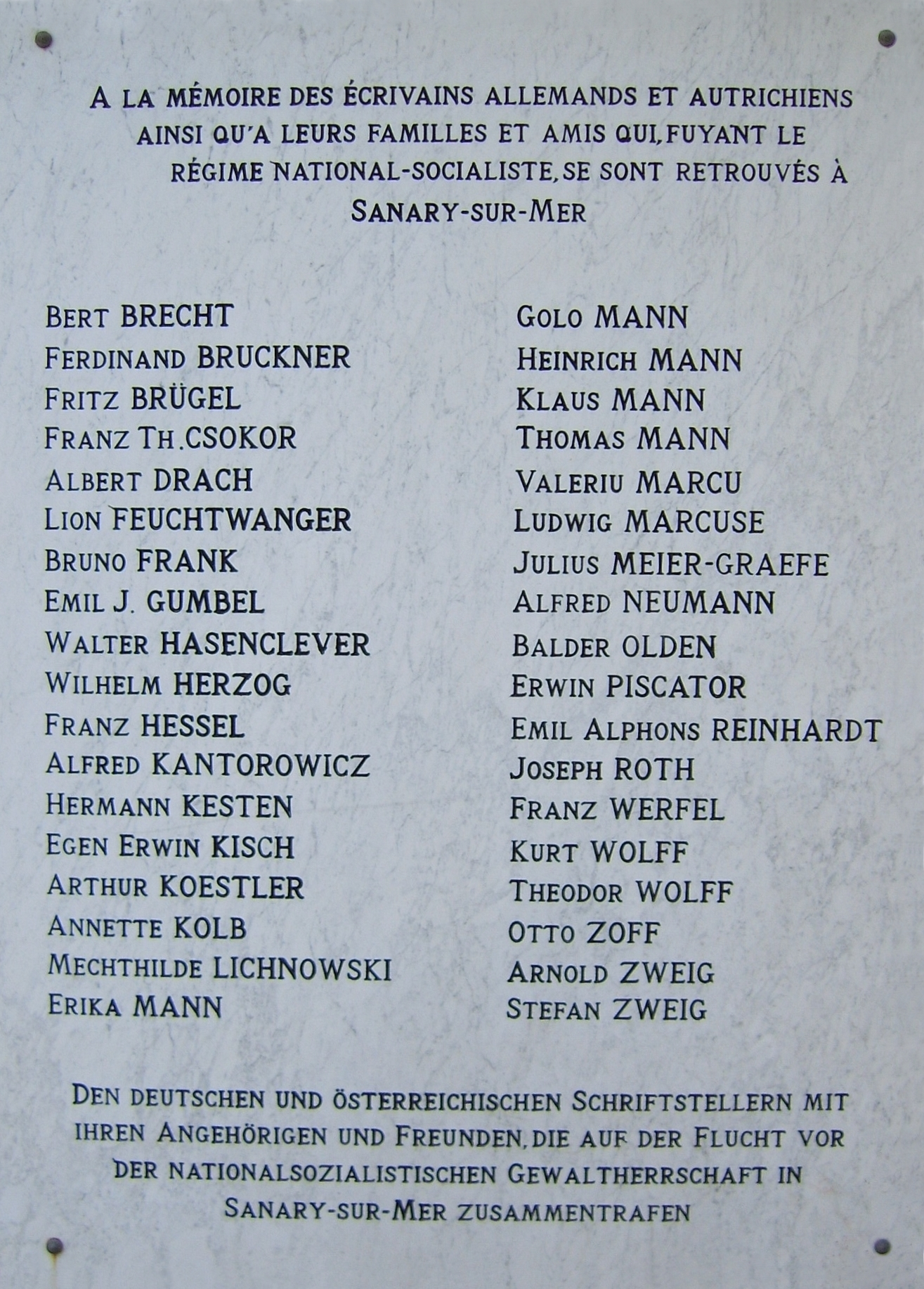
Gedenktafel für die deutschen und österreichischen Flüchtlinge in Sanary-sur-Mer, unter ihnen Wilhelm Herzog

Wilhelm Herzog (* 12. Januar 1884 in Berlin; † 18. April 1960 in München) war ein deutscher Literatur- und Kulturhistoriker, Dramatiker, Enzyklopädist und Pazifist.

## Leben und Wirken
Herzog studierte Nationalökonomie, Kunstgeschichte und Germanistik an der Berliner Friedrich-Wilhelms-Universität. Nach frühen Werken über Lichtenberg (1905) und Kleist (1907) war er Autor der Zeitschrift März sowie 1910/1911 Herausgeber der Zeitschrift PAN. 1914/1915 publizierte er zunächst bis zur erzwungenen, „weltkriegsbedingten“ Einstellung das für den Weltfrieden kämpfende journalistische Magazin Das Forum. Erst 1918 konnte er die Zeitschrift fortführen. Sie erschien bis 1929 in neun Jahrgängen. 1918/1919 war Herzog Herausgeber der Tageszeitung Die Republik und trat der USPD bei, mit deren linkem Flügel er sich Ende 1920 der KPD anschloss, welcher er bis zu seinem Parteiausschluss 1928 (er hatte Willi Münzenberg als „roten Hugenberg“ bezeichnet) angehörte. Am 22. Mai 1920 reiste Herzog aus Anlass des II. Kongresses der Komintern, der vom 19. Juli bis zum 7. August 1920 in Petrograd und Moskau stattfand, in die UdSSR. Er folgte damit einer Einladung von Karl Radek und Grigori Jewsejewitsch Sinowjew. Während seines dreimonatigen Aufenthaltes – Herzog verließ Russland am 18. August 1920 – hatte er Gelegenheit, am Kominternkongress teilzunehmen, sowjetische Politiker und die Stadt Moskau kennen zu lernen. Außerdem reiste Herzog im Rahmen einer Delegationsfahrt die Wolga hinunter. Unmittelbar nach seiner Rückkehr erschien sein „Russisches Notizbuch“.
Am 23. Dezember 1928 kam es in Berlin zu einer handgreiflichen Auseinandersetzung zwischen Herzog und Erwin Piscator. Dieser griff Herzog im Anschluss an die Premiere des Kabaretts „Larifari“ von Rosa Valetti mit den Worten „Wollen Sie weiter so gegen mich schreiben, oder …“ an. Hintergrund war – so wird vermutet – die mehrfach im „Forum“ veröffentlichte Kritik an Piscator.
Gemeinsam mit Hans José Rehfisch war er Autor des Theaterstücks Die Affäre Dreyfus, das 1929 unter dem Pseudonym René Kestner an der Berliner Volksbühne uraufgeführt wurde und 1931 in Paris zur Aufführung kommen sollte. Die Action Française organisierte jedoch Krawalle, so dass das Stück nach einer Aufführung abgesetzt wurde. Zwischen 1929 und 1933 schrieb er Die Dreyfus-Affäre (zusammen mit Rehfisch), Der Kampf einer Republik, Panama. Nach der Machtübernahme der NSDAP 1933 emigrierte Herzog zunächst in die Schweiz, wo er sich bereits seit Zunehmen der antisemitischen Übergriffe Ende der 1920er Jahre vornehmlich aufgehalten hatte, sowie kurze Zeit später nach Frankreich. Auch im Ausland war er der Verfolgung durch die Behörden ausgesetzt; so konnte ihn seine Emigration nicht vor mehrfacher Internierung (1939–1941 in Frankreich sowie nach seiner Flucht in die USA von 1941 bis 1945 auf Trinidad) bewahren. Erst kurz nach Kriegsende durfte er endlich in die USA einreisen.
1947 kehrte Herzog in die Schweiz zurück. Vor dem Basler Strafgericht prozessierte er 1952 gegen Hermann Schneider, Redakteur des schweizerischen „Beobachter“ und den Direktor der Büchergilde Gutenberg, Dr. Hans Oprecht. Eingeklagt war ein Artikel im „Beobachter“, durch den sich Herzog in seiner Ehre gekränkt fühlte. In dem beklagten Beitrag wurde Herzog zur Last gelegt, er habe die Herausgabe der Werke Romain Rollands um rund 10 Jahre verzögert und die Verlagsrechte benutzt, um sich unrechtmäßig zu bereichern. Das Gericht sprach die Angeklagten schuldig und verurteilte sie zur Zahlung einer Geldbuße. Im gleichen Jahr verließ Herzog die Schweiz und ging nach München, wo er bis zu seinem Tod lebte.
Von 1915 bis 1921 war Wilhelm Herzog mit der Filmschauspielerin Erna Morena verheiratet, mit der er eine Tochter hatte. 1939 heiratete er die zweite Tochter des Präsidenten der Schweizerischen Bankiervereinigung Alice La Roche, mit der er einen Sohn und eine Tochter hatte. Sein Hauptwerk, geistiges Erbe der Encyclopédie von Denis Diderot, sind vier unscheinbare Bände Große Gestalten der Geschichte. Nur wenige der beschriebenen Persönlichkeiten sind heute noch in aller Munde, die meisten waren schon zur Entstehungszeit des Werkes weitgehend vergessen.

## Werke (Auswahl)
- Rund um den Staatsanwalt (Uraufführung: Theater des Westens, Berlin, 6. Mai 1928, Regie: Heinz Goldberg)
- Die Affäre Dreyfus: Schauspiel in 5 Akten (6 Bildern) (1929; mit Hans J. Rehfisch)
- Der Kampf einer Republik: Die Affäre Dreyfus. Dokumente und Tatsachen (1933)
- Panama (1931, geänderte Fassung 1950)
- Barthou (1938)
- Hymnen und Pamphlete (1939)
- Kritische Enzyklopädie (1949)
- Menschen, denen ich begegnete (Autobiographie, 1959)
- An die "Geistige Internationale". Aufruf an Romain Rolland. In: Das Forum, Oktober 1918, Jg. 3, Heft 1, S. 1–5 (Dokument 82 in google books). Dieses war das 1. Heft nach dem bisherigen Verbot.

### Herausgeberschaft
- Romain Rolland. Das Leben Michelangelos. Rütten & Loening Verlag Frankfurt a. M., 1929

## Sekundärliteratur
- Manfred Dehn: Herzog, Wilhelm. In: Neue Deutsche Biographie (NDB). Band 8, Duncker & Humblot, Berlin 1969, ISBN 3-428-00189-3, S. 742 f. (Digitalisat).
- Carla Müller-Feyen: Engagierter Journalismus: Wilhelm Herzog und „Das Forum“ 1914–1929: Zeitgeschehen und Zeitgenossen im Spiegel einer nonkonformistischen Zeitschrift. Peter Lang, Bern 1996. Reihe: Europäische Hochschulschriften – European University Studies – Publications Universitaires Européennes.[6]
- Claudia Müller-Stratmann: Wilhelm Herzog und „Das Forum“: Literatur-Politik zwischen  1910 und 1915. Ein Beitrag zur Publizistik des Expressionismus. Peter Lang, Bern 1997.
- Herzog, Wilhelm. In: Hermann Weber, Andreas Herbst: Deutsche Kommunisten. Biographisches Handbuch 1918 bis 1945. 2., überarbeitete und stark erweiterte Auflage. Karl Dietz, Berlin 2008, ISBN 978-3-320-02130-6.
- Herzog, Wilhelm. In: Lexikon deutsch-jüdischer Autoren. Band 11: Hein–Hirs. Hrsg.: Archiv Bibliographia Judaica. Saur, München 2002, ISBN 3-598-22691-8, S. 235–252.